# Bengt Loman
Bengt Ragnar Carl Loman, född 7 augusti 1923 i Stockholm, död 7 augusti 1993 i Åbo i Finland, var en svensk språkvetare med inriktning på nordisk filologi och sociolingvistik. Han var svärfar till Sten Hidal.
Loman avlade studentexamen 1943, filosofie kandidatexamen 1946, filosofisk ämbetsexamen 1947 och filosofie licentiatexamen 1951. Åren 1955–1961 var han redaktör vid Svenska Akademiens ordboksredaktion. År 1961 disputerade han i Stockholm för doktorsgraden med avhandlingen "Fornsvenska verbalsubstantiv på -an, -ning och -else". Loman blev docent i nordiska språk i Lund 1962 efter att ha varit tillförordnad lektor i svenska vid Köpenhamns universitet 1959–1960. Han var tillförordnad professor i jämförande språkforskning i Lund 1964 och i nordiska språk 1965. Han var professor i svenska språket vid Åbo akademi 1975–1991. Loman, som var medlem av Linguistic Society of America, skrev uppsatser i språkvetenskapliga facktidskrifter och redigerade Stenkvista, en socken i Sörmland (1963).

### Fotnoter
1. ↑  Rotemansarkivet
2. ↑  Dödsannons i Svenska Dagbladet 17 augusti 1993